# Mercedes-Benz Classe CLE
La Mercedes-Benz Classe CLE (Type 236) est un coupé ou cabriolet du constructeur automobile allemand Mercedes-Benz commercialisée à partir d'octobre 2023. Elle remplace les coupés et cabriolets Classe E et Classe C, et elle est l'héritière de la Classe CLK produite de 1997 à 2009.

## Présentation

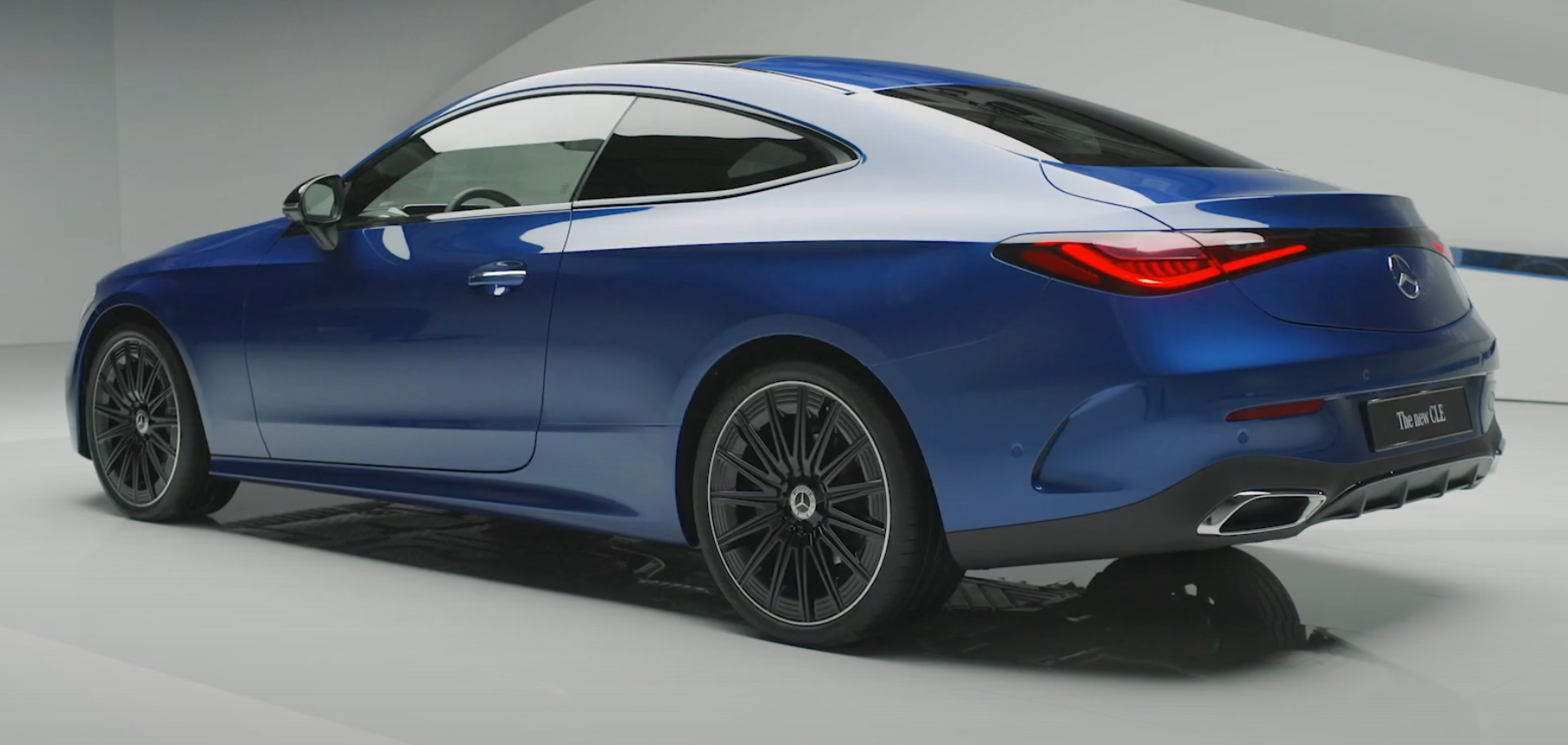
Vue de l'arrière

En juin 2023, Mercedes officialise le lancement d'une nouvelle Classe, la CLE, qui s'intercale dans la gamme entre les Classe C et E. D'abord lancée en coupé en octobre, puis en cabriolet en 2024.
La Mercedes-Benz Classe CLE est présentée officiellement le 6 juillet 2023 et exposée en septembre 2023 au salon de l'automobile de Munich, et commercialisée à partir du mois de novembre.

### Cabriolet
La version cabriolet de la CLE est présentée le 7 février 2024 reprenant les motorisations du coupé et commercialisée à partir du second semestre 2024.

## Caractéristiques techniques
La Classe CLE reprend la plate-forme de la berline Classe C Type 206, en remplaçant à la fois les coupés et cabriolets Classe C et E. 

### Motorisations
| Logo de Mercedes-Benz         | Mercedes-Benz Classe CLE                         | Mercedes-Benz Classe CLE                         | Mercedes-Benz Classe CLE                         | Mercedes-Benz Classe CLE                         | Mercedes-Benz Classe CLE                         | Mercedes-Benz Classe CLE                         | Mercedes-Benz Classe CLE                         | Mercedes-Benz Classe CLE                         | Mercedes-Benz Classe CLE                         |
| Logo de Mercedes-Benz         | CLE 200                                          | CLE 200                                          | CLE 300 4MATIC                                   | CLE 300 4MATIC                                   | CLE 450 4MATIC                                   | CLE 450 4MATIC                                   | CLE AMG53 4MATIC+                                | CLE 220 d                                        | CLE 220 d                                        |
| ----------------------------- | ------------------------------------------------ | ------------------------------------------------ | ------------------------------------------------ | ------------------------------------------------ | ------------------------------------------------ | ------------------------------------------------ | ------------------------------------------------ | ------------------------------------------------ | ------------------------------------------------ |
| Carrosserie                   | Coupé                                            | Cabriolet                                        | Coupé                                            | Cabriolet                                        | Coupé                                            | Cabriolet                                        | Coupé                                            | Coupé                                            | Cabriolet                                        |
| Moteur                        | 4-cylindres + Hybride                            | 4-cylindres + Hybride                            | 4-cylindres + Hybride                            | 4-cylindres + Hybride                            | 6-cylindres                                      | 6-cylindres                                      | 6-cylindres                                      | 4-cylindres                                      | 4-cylindres                                      |
| Admission                     | Turbocompressé                                   | Turbocompressé                                   | Turbocompressé                                   | Turbocompressé                                   | Turbocompressé                                   | Turbocompressé                                   | Turbocompressé                                   | Turbocompressé                                   | Turbocompressé                                   |
| Cylindrée (cm³)               | 1999                                             | 1999                                             | 1999                                             | 1999                                             | 2999                                             | 2999                                             | 2999                                             | 1992                                             | 1992                                             |
| Puissance maximale ch (kW)    | 204 (150)                                        | 204 (150)                                        | 258 (190)                                        | 258 (190)                                        | 381 (280)                                        | 381 (280)                                        | 449 (330)                                        | 197 (145)                                        | 197 (145)                                        |
| Couple maximal (N m)          | 320                                              | 320                                              | 400                                              | 400                                              | 500                                              | 500                                              | 560                                              | 440                                              | 440                                              |
| Boîte de vitesses             | Automatique à 9 rapports (AMG SPEEDSHIFT TCT 9G) | Automatique à 9 rapports (AMG SPEEDSHIFT TCT 9G) | Automatique à 9 rapports (AMG SPEEDSHIFT TCT 9G) | Automatique à 9 rapports (AMG SPEEDSHIFT TCT 9G) | Automatique à 9 rapports (AMG SPEEDSHIFT TCT 9G) | Automatique à 9 rapports (AMG SPEEDSHIFT TCT 9G) | Automatique à 9 rapports (AMG SPEEDSHIFT TCT 9G) | Automatique à 9 rapports (AMG SPEEDSHIFT TCT 9G) | Automatique à 9 rapports (AMG SPEEDSHIFT TCT 9G) |
| Transmission                  | Propulsion                                       | Propulsion                                       | Intégrale                                        | Intégrale                                        | Intégrale                                        | Intégrale                                        | Intégrale                                        | Propulsion                                       | Propulsion                                       |
| 0-100 km/h (s)                | 7,4                                              | 7,9                                              | 6,2                                              | 6,6                                              | 4,4                                              | 4,7                                              | 4,2                                              | 7,5                                              | 7,9                                              |
| Vitesse maximale (km/h)       | 240                                              | 236                                              | 250                                              | 250                                              | 250                                              | 250                                              | 250                                              | 238                                              | 234                                              |
| Consommation (ℓ/100 km)       | 7,1                                              | 7,4                                              | 7,6                                              | 7,9                                              | 8,2                                              | 8,5                                              | 9,4                                              | 5,2                                              | 5,4                                              |
| Capacité du réservoir (L)     | 66                                               | 66                                               | 66                                               | 66                                               | 66                                               | 66                                               | 66                                               | 66                                               | 66                                               |
| Émissions de CO2 (g/km)       | 162                                              | 168                                              | 173                                              | 179                                              | 187                                              | 192                                              | 212                                              | 137                                              | 142                                              |
| Masse en ordre de marche (kg) | 1790                                             | 1925                                             | 1855                                             | 1985                                             | 1945                                             | 2080                                             | 2000                                             | 1870                                             | 2000                                             |
| Norme environnementale        | Euro 6d-ISC-FCM                                  | Euro 6d-ISC-FCM                                  | Euro 6d-ISC-FCM                                  | Euro 6d-ISC-FCM                                  | Euro 6d-ISC-FCM                                  | Euro 6d-ISC-FCM                                  | Euro 6e                                          | Euro 6d-ISC-FCM                                  | Euro 6d-ISC-FCM                                  |

## Finitions

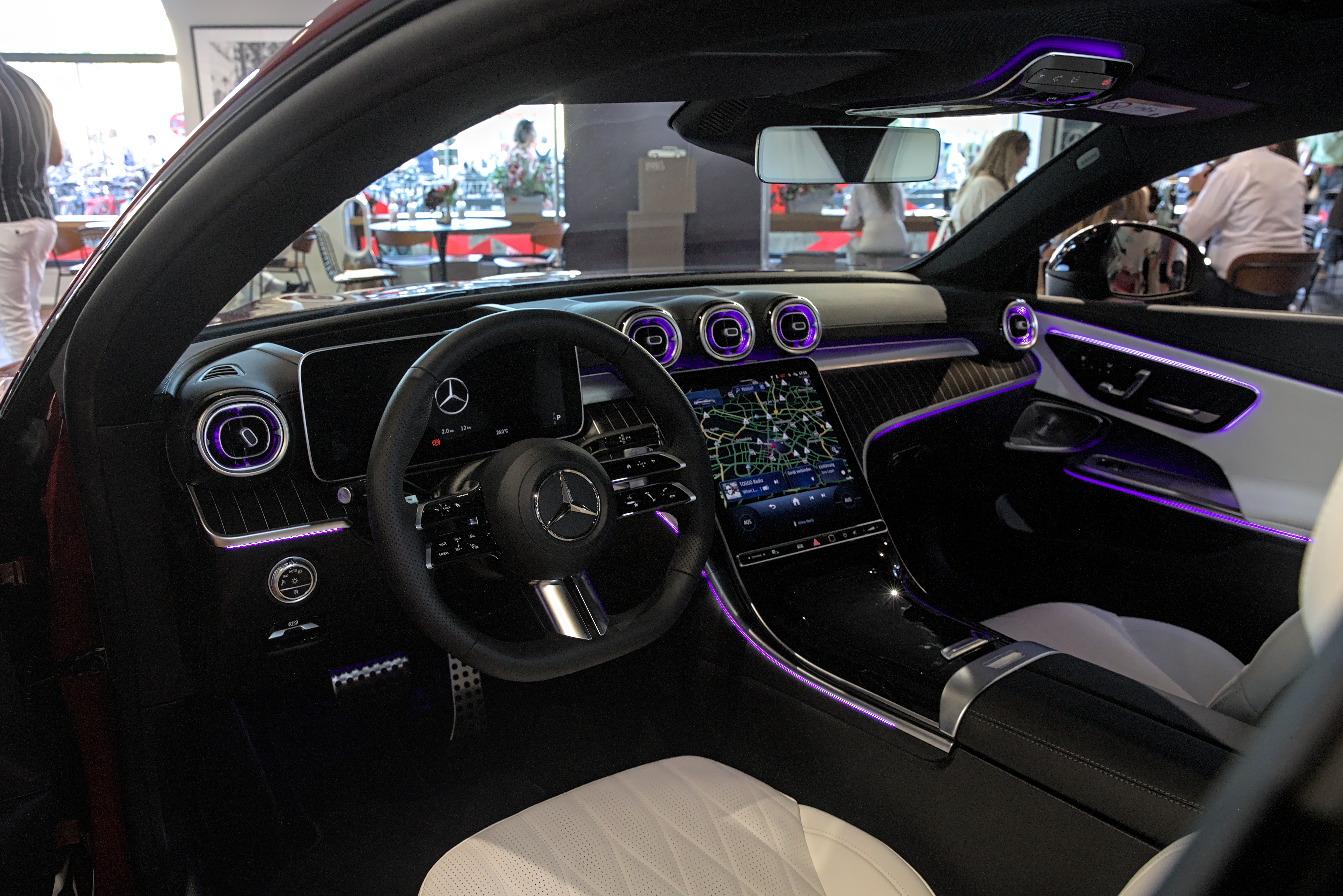
Intérieur

- AMG Line
- AMG53 4MATIC+